# Ла Кроче ди Чераза (Пезаро и Урбино)
Ла Кроче ди Чераза је насеље у Италији у округу Пезаро и Урбино, региону Марке.
Према процени из 2011. у насељу је живело 53 становника. Насеље се налази на надморској висини од 152 м.